# 戀愛結婚
自由戀愛，或稱戀愛自由，是指自由選擇戀愛和結婚的對象，並且可自由選擇雙方交往的方式，如何時結婚，同居或長期維持情侶關係，而且不遵循傳統包辦婚姻、相親或規定必須在適婚年齡結婚等。

## 各地情況

### 台灣
日治時期的台灣社會，自由戀愛的風氣逐漸盛行。有幾位新文學作家是自由戀愛的支持者與實踐者。
被後世稱為「台灣新文學運動推手」的張我軍，他與妻子羅心鄉(當時名為「羅文淑」)的相戀經過，就是非常典型的自由戀愛案例。兩人在認識之前從來沒有見過面，也無任何關係；二人相識以後，張我軍先向羅文淑告白示愛，對方接受以後，兩人就時常去公共場所聊天、散步，深化感情。一如當時許多自由戀愛的年輕男女，張我軍與羅文淑的戀情到頭來面臨了現實的考驗，由於女方長輩反對，迫使張我軍不得不說服文淑離家出走，來台灣結婚。由於承受不小的社會壓力，加上張我軍早已對台灣社會風氣的保守與閉塞深感不滿，因此他屢次在《台灣民報》撰文，批評人們對聘金與婚姻的態度，並且激烈嘲諷那些反對自由戀愛的衛道之士，曾在一篇文章罵道：「我在這裡提出自由戀愛和戀愛自由來對你們說，你們一定驚訝得了不得，因為你們一定不知此二個名詞有何分別啦。其實，你們眼中的戀愛只知有雄狗與雌狗的交接，你們實在不知有神聖的戀愛」。除了在公眾媒體表態支持男女自由戀愛，張我軍還將戀愛期間所寫的一些詩作，集結成《亂都之戀》自費出版，有心鼓舞當時與他有類似遭遇的男女。
台灣詩人陳奇雲在澎湖公學校任職，與同事林秋梨女士談戀愛，此舉不但遭到女方家人反對，還成為督察將其革職的理由。儘管如此，陳奇雲依然認為自由戀愛無罪，革職以後，還是與女友結婚、成家、生子。他的名作〈戀愛在吶喊父親蠻橫〉裡，有這麼一席話：「我們絕不屈服，因為我們是二十世紀之子，─無論任何的策略權謀、任何的限制壓迫，只要鮮紅的血還在血管鼓動著，只要靈魂中興旺的人性未衰亡，都容易解決，我們強烈相信『我們的愛情必然勝利』」，充份展現他對自由戀愛的信念，以及對這段感情堅定的捍衛姿態。
台灣詩人王白淵留學日本前，已與陳草女士結婚，但兩人教育程度、思想觀念差距甚大。留日以後，王白淵想出版《棘之道》，卻擔心詩集的出版與自己想要投入的左翼文藝活動，可能會連累到妻子，所以主動提出離婚的要求。王白淵的學生張福在接受陳才崑訪問時，約略描述當時的場景，提到：王白淵開口之後，當時正在削水果的陳草非常驚訝，也非常憤怒，不意順手一揮，割傷了王白淵的手。看到丈夫血流如注，陳草不忍心，只好同意對方的要求。王白淵與元配陳草離婚以後，與日本岩手縣師範女子學校的學生久保田ヨミ相戀，之後結為連理。這種勇於揮別長輩為自己安排的配偶，而與愛人結婚的作法，也發生在楊逵及一些台灣作家身上。

### 日本
二戰之前的日本，多是以家長的意見，或是政治婚姻為主。以前戀愛結婚相當罕見，戰國時代的豐臣秀吉和高台院就是例子。
自二戰後，日本開始參透浪漫主義。多以相親式結婚，比起兩方家屬的配偶喜好，更是強調夫婦密切關係。當時的皇太子明仁以戀愛交往迎娶平民出身的美智子，亦打破當時的皇室選妃傳統。現在戀愛結婚相當多，而相親式多以性愛作為結婚前提條件。近年來，日本的相親式結婚機會已經變得很少了。

### 巴基斯坦
戀愛結婚在巴基斯坦相當罕見，反而是以強迫婚姻為主。每一年都會因為戀愛婚姻發生名譽殺人事件，對象多是女性或是該夫婦。自巴基斯坦人權觀察組2014年5月30日報告，累計過媒體已經報導869宗案件，不過該觀察組認為還有更多的兇案還沒被報導。